# Abraão Even-Shoshan
Abraão Even Shoshan (Rosenstein) (1906-1984) foi um linguista hebreu e lexicógrafo israelense nascido em Minsk, Bielorrússia. Vencedor do Prêmio Israel em 1978, criou o "Novo Dicionário da Língua Hebraica" e também a "Concordância Even-Shoshan".